# Aloëmos
Aloëmos (Aloina) is een geslacht van bladmossen uit de kleimosfamilie (Pottiaceae). Het werd voor het eerst beschreven door Nils Conrad Kindberg. Het heeft een kosmopolitische verspreiding.

## Kenmerken
De kleine, opgerichte planten zijn slechts tot ongeveer 2,5 millimeter groot en groeien in groepen op kalkrijke bodems. De lancetvormige, tongvormige, eivormige of bijna ronde bladeren zijn rozetvormig gerangschikt, donker groen tot roodbruin, stijf, dik en vlezig. In vochtige toestand staan ze rechtop of stralen uit, in droge toestand zijn ze gekromd. De bladvoet is schilferig, de randen zijn gaafrandig of aan de bovenkant getand en sterk omgebogen. De bladtop is stomp, kapvormig of stekelig. De brede middennerf loopt door tot de bladtop en is aan de bovenkant (ventraal) bedekt met groene cellen. De bladcellen zijn overal glad, aan de onderkant rechthoekig, doorzichtig en dunwandig, aan de bovenkant rond, vierkant of breed en dikwandig.
De seta is rechtop en verlengd, de sporenkapsel is ellipsoïde tot cilindrisch, rechtopstaand of schuin, en recht of gekromd. Het peristoom bestaat uit 32 draadachtige, papillose, vaak spiraalvormig gewonden tanden. Het kapseldeksel is kegelvormig, de kalyptra is kapvormig.

## Soorten
Het geslacht bestaat uit de volgende soorten:
- Aloina aloides (Koch ex Schultz) Kindb. - Gewoon aloëmos
- Aloina ambigua (Bruch & Schimp.) Limpr. - Kraagaloëmos
- Aloina apiculata (E.B. Bartram) Delgad.
- Aloina bifrons (De Not.) Delgad.
- Aloina brevirostris (Hook. & Grev.) Kindb. - Knopaloëmos
- Aloina calceolifolia (Spruce ex Mitt.) Broth.
- Aloina catillum (Müll. Hal.) Broth.
- Aloina cornifolia Delgad.
- Aloina hamulus (Müll. Hal.) Broth.
- Aloina humilis M. T. Gallego, Cano & Ros
- Aloina macrorrhyncha (Kindb.) Kindb.
- Aloina obliquifolia Müll. Hal.) Broth. - Spits aloëmos
- Aloina recurvipatula (Müll. Hal.) Broth.
- Aloina rigida (Hedw.) Limpr. - Gezoomd aloëmos
- Aloina roseae (R.S. Williams) Delgad.
- Aloina sedifolia (Müll. Hal.) Broth.
- Aloina sullivaniana(Müll. Hal.) Broth.